# Glasflügel 206
Die Glasflügel 206 Hornet ist ein einsitziges Segelflugzeug der Firma Glasflügel Segelflugzeugbau GmbH. Der Segelflug-Index beträgt 100.

## Geschichte
Die 206 Hornet wurde von 1974 bis 1979 hergestellt. Sie gilt als Nachfolgerin der verschiedenen Modelle der H-20X Standard Libelle. So hat sie mit ihr auch einige Gemeinsamkeiten. Die Hornet hat den Flügel der Club Libelle, die bereits bewährten Hinterkanten-Drehbremsklappen wurden übernommen. Die Konstruktion wurde für die Aufnahme von 100 Ltr. Wasserballast etwas verstärkt. Rumpf und Leitwerk stammen von der H-203. Darüber hinaus verfügt sie über ein Einziehfahrwerk. Von der Ursprungsversion wurden 89 Exemplare gefertigt. Die Haube ist zweiteilig konzipiert, wobei der vordere Teil fest am Rumpf montiert ist (für Wartungszwecke dennoch abgenommen werden kann) und der hintere Teil nach hinten weggeklappt werden kann. Ferner wurden im Flug verstellbare Pedale sowie Rückenlehne verbaut.
Als eine der weniger Segelflugzeuge dieser Zeit verfügt die Hornet über vollautomatische Ruder- sowie Wasserballastanschlüsse. Für die Aufnahme Querruder sowie der Bremsklappen wurden die sog. „Hänle-Tüten“ verbaut, welche sich mittlerweile in vielen modernen Segelflugzeugmustern wiederfinden.
Wie viele der von Glasflügel gebauten Segelflugzeuge verfügt auch dieses Muster über einen Montierhebel, welcher die Tragflächen beim Aufrüsten zusammenzieht und somit das Aufrüsten vereinfacht.
Seit 2002 kann die Hornet auch mit Winglets der Fa. Streifeneder ausgerüstet werden (gilt nicht für Hornet C), was den Index auf 101 erhöht.

## Varianten
Neben der 206 Hornet wurden zwölf Exemplare als Hornet C gebaut. Bei diesen wurden Holme und Schalen der Tragflächen aus kohlenstofffaserverstärktem Kunststoff gebaut, so dass die Leermasse deutlich sank. Das Fahrwerk wurde mit einem größeren 5-Zoll-Rad versehen. Diese kann hingegen im Vergleich zu der Hornet nicht mit Winglets nachgerüstet werden.
Der Prototyp der Hornet unterscheidet sich noch erheblich von der Serienversion. Hier sind die Tragflächen hoch angesetzt (ähnlich wie bei der Club Libelle) und die Haube wird in Gänze nach hinten weggeklappt.

## Technische Daten
| Kenngröße                   | Daten (Hornet C in Klammern) |
| --------------------------- | ---------------------------- |
| Konstrukteur                | Eugen Hänle                  |
| Spannweite                  | 15,00 m                      |
| Flügelfläche                | 9,80 m²                      |
| Flügelstreckung             | 23                           |
| Länge des Rumpfes           | 6,40 m                       |
| Leitwerk                    | T-Leitwerk                   |
| Leermasse                   | 245 kg (225 kg)              |
| max. Zuladung inkl. Ballast | 180 kg                       |
| max. Startmasse             | 420 kg (450 kg)              |
| Flächenbelastung            | 42,86 kg/m²                  |
| Mindestgeschwindigkeit      | 65 km/h                      |
| Höchstgeschwindigkeit       | 250 km/h                     |
| Vmax Winde                  | 150 km/h                     |
| Vmax F-Schlepp              | 135 km/h                     |
| Gleitzahl                   | 38 bei 103 km/h              |
| Geringstes Sinken           | 0,60 m/s bei 74 km/h         |
| Profil                      | Wortmann FX 66-17AII-182     |